# Rainsburg
Rainsburg es un borough ubicado en el condado de Bedford en el estado estadounidense de Pensilvania. En el año 2000 tenía una población de 146 habitantes y una densidad poblacional de 353.6 personas por km².

## Geografía
Rainsburg se encuentra ubicado en las coordenadas 39°53′43″N 78°30′57″O / 39.89528, -78.51583.

## Demografía
Según la Oficina del Censo en 2000 los ingresos medios por hogar en la localidad eran de $25,278 y los ingresos medios por familia eran $31,875. Los hombres tenían unos ingresos medios de $24,250 frente a los $11,250 para las mujeres. La renta per cápita para la localidad era de $11,448. Alrededor del 7.6% de la población estaba por debajo del umbral de pobreza.